# Robert Veverka
Robert Veverka (* 18. listopadu 1976 Praha) je český komunální politik, zastupitel Prahy 2, člen bezpečnostní komise Rady městské části Praha 2 a aktivista za legalizaci konopí. Od roku 2010 působí jako šéfredaktor magazínu Legalizace. Opakovaně kandidoval a do zastupitelstva byl zvolen jako nezávislý kandidát s podporou České pirátské strany, později[kdy?] byl i jejím členem. Od roku 2025 působí jako nezávislý.

## Život
Základní školu absolvoval v Praze, stejně jako obchodní akademii, kde odmaturoval roku 1995. Následně pracoval jako živnostník v oboru IT technologií. V letech 1999 až 2007 pobýval v zahraničí, například ve Spojených státech, Nizozemí či Austrálii.

### Legalizace.cz
Roku 2010 se stal předsedou občanského sdružení Legalizace.cz, iniciativy zabývající se primárně snahou o ukončení konopné prohibice a uzákonění legalizace v České republice. Vedle práce ve sdružení začal vydávat v témže roce dvouměsíčník Legalizace, jehož je zároveň šéfredaktorem. Rovněž působí jako zástupce šéfredaktora v dvouměsíčníku Konopí vydávaném od roku 2018, který se zabývá fenoménem konopí pro léčebné účely. V rámci působení ve spolku Legalizace.cz organizuje také demonstraci za legalizaci Million Marihuana March, jež se koná každý rok v Praze začátkem května již od roku 2000.
V souvislosti se svou činností byl navzdory svým stížnostem k Ústavnímu soudu odsouzen k peněžitému trestu.

### Politické angažmá
S agendou legalizace konopí kandidoval Robert Veverka jako nezávislý kandidát na kandidátce České pirátské strany v parlamentních volbách v roce 2013 a v roce 2017, poslanecký mandát nezískal. V roce 2018 byl zvolen v komunálních volbách jako zastupitel na radnici Prahy 2. Následně byl zvolen jako člen bezpečnostní komise Rady městské části Praha 2. Poté, co uspěl v otevřeném výběrovém řízení, působí v dozorčí radě společnosti Trade Centre Praha. Veverka se podílel na přípravě návrhu zákona připraveného Českou pirátskou stranou, který by umožnil pěstování konopí pro vlastní potřebu, který byl představen v srpnu 2018.
V červnu 2020 oznámil kandidaturu do podzimních senátních voleb v obvodu č. 27 – Praha 1 s podporou České pirátské strany. Se ziskem 9,18 % hlasů skončil na 3. místě a do druhého kola nepostoupil.
Později[kdy?] vstoupil do České pirátské strany. V červnu 2025 pozastavil své členství ve straně, jako důvod uvedl nesouhlas s lídrem kandidátky Pirátů v Karlovarském kraji Vladimírem Votápkem a jeho minulostí v KSČ a KSČM.

### Rodinný život
Je svobodný, se svou partnerkou mají dceru.